# Agna
Agna ist eine Gemeinde mit 3138 Einwohnern (Stand 31. Dezember 2023) in der Provinz Padua in der Region Venetien in Italien. Die Gemeinde liegt 44 km südlich der Provinzhauptstadt Padua und 58 km südwestlich von Venedig.
Die Nachbargemeinden sind Anguillara Veneta, Arre, Bagnoli di Sopra, Candiana, Cavarzere (VE), Cona (VE) und Correzzola.
Die Geschichte der Gemeinde geht bis in die römische Zeit zurück. Urkundlich erwähnt wurde der Ort ab dem Jahre 970. Im Mittelalter passierte im Ort nicht viel, er war Durchgangsort für Pilger.
Im Rathaus stammt aus dem 17. Jahrhundert, im Inneren befinden sich Gemälden aus der gleichen Zeit. Im Ortsteil Frapiero steht die Villa Pimpin, ein ehemaliges Kloster der Benediktiner von S. Giustina.
Die Gemeinde Agna ist landwirtschaftlich geprägt.